# Fernand Icart
Pour les articles homonymes, voir Icart.

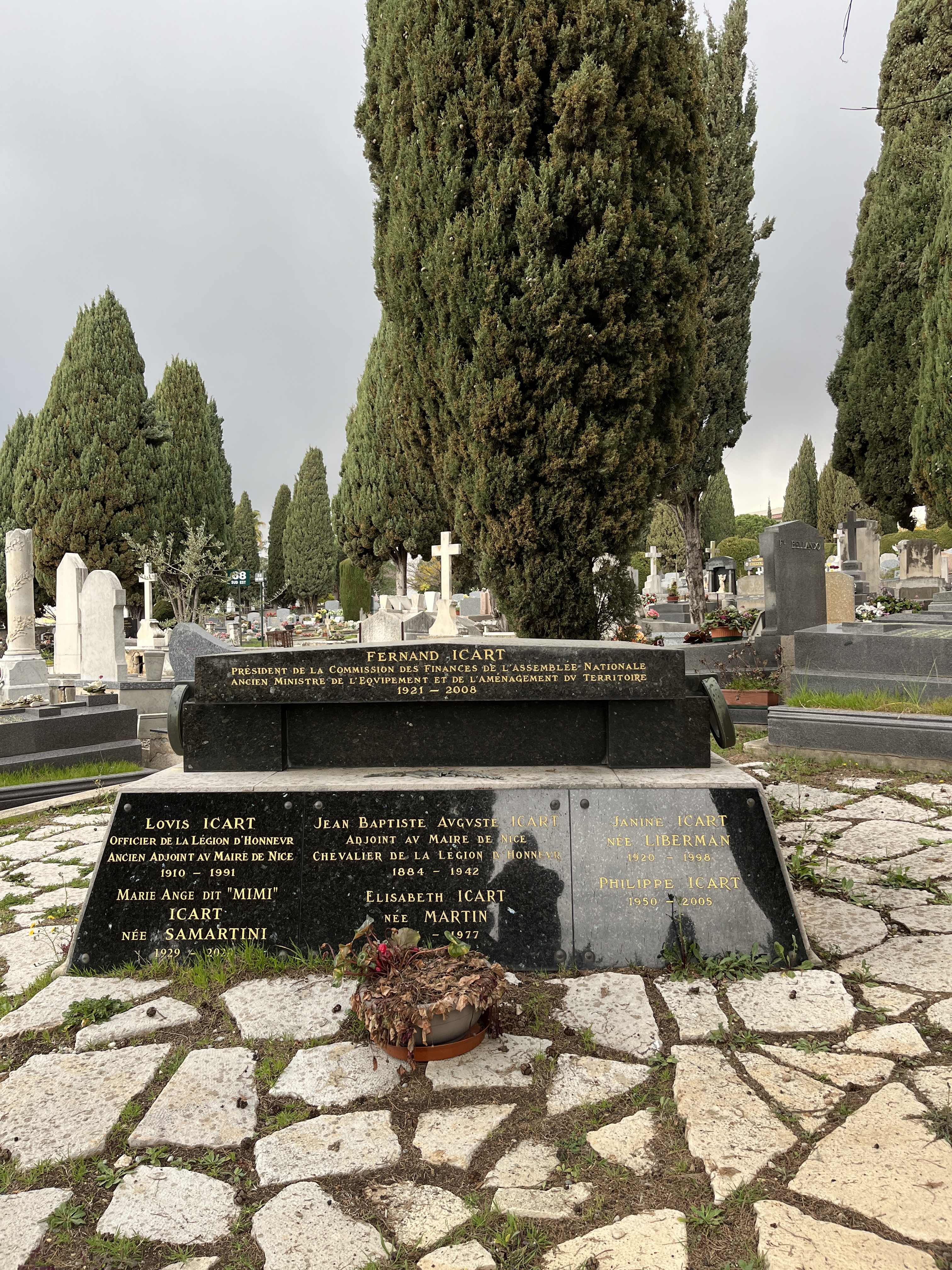
Sépulture de Fernand Icart au cimetière Caucade à Nice.

Fernand Icart, né le 3 décembre 1921 à Nice et mort le 26 août 2008 dans la même ville, est un homme politique français.

## Biographie
Fils d'Auguste Icart, adjoint de Jean Médecin, il a d'abord été un chef d'entreprise reconnu et un acteur économique de premier plan. Ayant repris et développé la société familiale de chauffage central fondée par son grand-père en 1866, il a été en particulier le fondateur de la jeune Chambre économique de la Côte d'Azur en 1953 avant d'en devenir le président en 1957.
Ce Républicain indépendant - il a fondé la première fédération en France - puis UDF-PR, a commencé sa carrière politique comme conseiller général en 1961. Suppléant du général Corniglion-Molinier, il lui a succédé comme député à sa mort en mai 1963. Il siège dans le groupe des Républicains indépendants. Constamment réélu, il devint président de la Commission des Finances de l'Assemblée nationale. Après son passage au gouvernement, il devenait en avril 1979 l'un de personnages les plus importants de l'état en tant que rapporteur général du budget à l'Assemblée nationale.
En 1981, battu par le socialiste Jean-Hugues Colonna, il quittait le palais Bourbon mais pas la politique puisque cet homme profondément indépendant était élu conseiller municipal d'opposition de Jacques Médecin (en 1983).
Il perdit son siège de conseiller général aux élections cantonales de 1985.
Marié, père de quatre enfants, il perd en 2005 son fils Philippe. Cela le marquera fortement et sa santé commencera à décliner à partir de ce moment-là.

## Fonctions ministérielles
- Ministre de l'Équipement et de l'Aménagement du territoire du gouvernement Raymond Barre (2), du 27 septembre 1977 au 31 mars 1978.

## Mandats parlementaires
- 10/05/1963 - 2/04/1967 ; 30/06/1968 - 26/10/1977 : député Républicain indépendant des Alpes-Maritimes (remplace Édouard Corniglion-Molinier, décédé) ;
- 19/03/1978 - 22/05/1981 : député UDF des Alpes-Maritimes.